# Daeda puncticlava
Daeda puncticlava är en insektsart som beskrevs av Banks 1910. Daeda puncticlava ingår i släktet Daeda och familjen Flatidae. Inga underarter finns listade i Catalogue of Life.